# Namasigue
Namasigue – gmina (municipio) w południowym Hondurasie, w departamencie Choluteca. W 2010 roku zamieszkana była przez ok. 31,5 tys. mieszkańców. Siedzibą administracyjną jest miasteczko Namasigue.

## Położenie
Gmina położona jest w północnej części departamentu. Graniczy z 4 gminami:
- Santa Ana de Yusguare od północy,
- El Corpus od północnego wschodu,
- El Triunfo od wschodu,
- Choluteca od południa i zachodu.

## Miejscowości
Według Narodowego Instytutu Statystycznego Hondurasu na terenie gminy położone były następujące miasteczka i wsie:
- Namasigue
- San Bernardo
- San Francisco
- San Isidro
- San Jerónimo
- San Rafael
- Santa Irene
- Tierra Blanca
- Yorolín

## Demografia
Według danych honduraskiego Narodowego Instytutu Statystycznego na rok 2010 struktura wiekowa i płciowa ludności w gminie przedstawiała się następująco:
| Wiek      | 0–3   | 4–6   | 7–12  | 13–17 | 18–24 | 25–64  | 65+   | razem  |
| Namasigue | 3 829 | 2 811 | 5 167 | 3 828 | 4 479 | 10 148 | 1 275 | 31 537 |
| Mężczyźni | 1 917 | 1 403 | 2 576 | 1 902 | 2 274 | 5 092  | 619   | 15 783 |
| Kobiety   | 1 912 | 1 408 | 2 591 | 1 926 | 2 205 | 5 056  | 656   | 15 754 |